# Kutry rakietowe typu Rauma
Kutry rakietowe typu Rauma – fińskie kutry rakietowe z końca XX wieku. W latach 1987–1992 w stoczni Finnyards w Rauma zbudowano cztery jednostki tego typu, które stanowią obecnie trzon lekkich sił uderzeniowych Fińskiej Marynarce Wojennej (stan na 2019 rok).

## Projekt i budowa
Po zakończeniu II wojny światowej w związku z umowami międzynarodowymi Finlandia nie mogła posiadać m.in. okrętów podwodnych i kutrów torpedowych. Ograniczenia nie obejmowały okrętów rakietowych, dlatego Finlandia zakupiła w ZSRR trzy okręty projektu 205 i rozpoczęła prace nad własnymi okrętami tej klasy. Efektem tych prac były kutry rakietowe typu Helsinki, których zbudowano cztery jednostki. Ulepszona i podobnie uzbrojona wersja tych okrętów, którą początkowo nazywano Helsinki II i Luokka, została zamówiona w lutym 1987 roku. W porównaniu do typu Helsinki nowe okręty miały mniejszą wyporność, były dłuższe i węższe. Zamówiono cztery okręty, które od pierwszej jednostki serii znane są jako typ Rauma.
Okręty typu Rauma zostały zamówione w stoczni Finnyards w Rauma 27 sierpnia 1987 roku. Jednostki zostały zwodowane w latach 1989–1992 . Nazwy kutrów pochodzą od fińskich miast portowych, mianowicie: Rauma, Raahe, Porvoo i Naantali.
| Okręt           | Stocznia | Zamówienie       | Początek budowy | Wodowanie        | Wejście do służby    |
| --------------- | -------- | ---------------- | --------------- | ---------------- | -------------------- |
| „Rauma” (70)    | Rauma    | 27 sierpnia 1987 | 1987            | 29 września 1989 | 18 października 1990 |
| „Raahe” (71)    | Rauma    | 27 sierpnia 1987 | 3 sierpnia 1989 | 14 czerwca 1991  | 20 sierpnia 1991     |
| „Porvoo” (72)   | Rauma    | 27 sierpnia 1987 | ?               | 8 listopada 1991 | 27 kwietnia 1992     |
| „Naantali” (73) | Rauma    | 27 sierpnia 1987 | ?               | 10 kwietnia 1992 | 23 czerwca 1992      |

## Dane taktyczno-techniczne
Okręty są kutrami rakietowymi o długości całkowitej 48 metrów (41 metrów między pionami), szerokości 8 metrów i zanurzeniu 0,87 metra. Gładkopokładowe kadłuby jednostek oraz nadbudówki zostały wykonane ze stopu aluminium i pokryte materiałem absorbującym i rozpraszającym fale radarowe (HPA-1). Wyporność standardowa wynosi 215 ton, a pełna 248 ton. Siłownię okrętów stanowią dwa silniki wysokoprężne MTU 16V538 TB93 o łącznej mocy 7510 KM, napędzające dwa pędniki strugowodne Riva Calzone IRC 115. Maksymalna prędkość jednostek wynosi 30 węzłów. Energię elektryczną zapewniają dwa generatory o mocy 262 KM każdy, składające się z prądnicy i silnika wysokoprężnego Saab-Scania DS11.

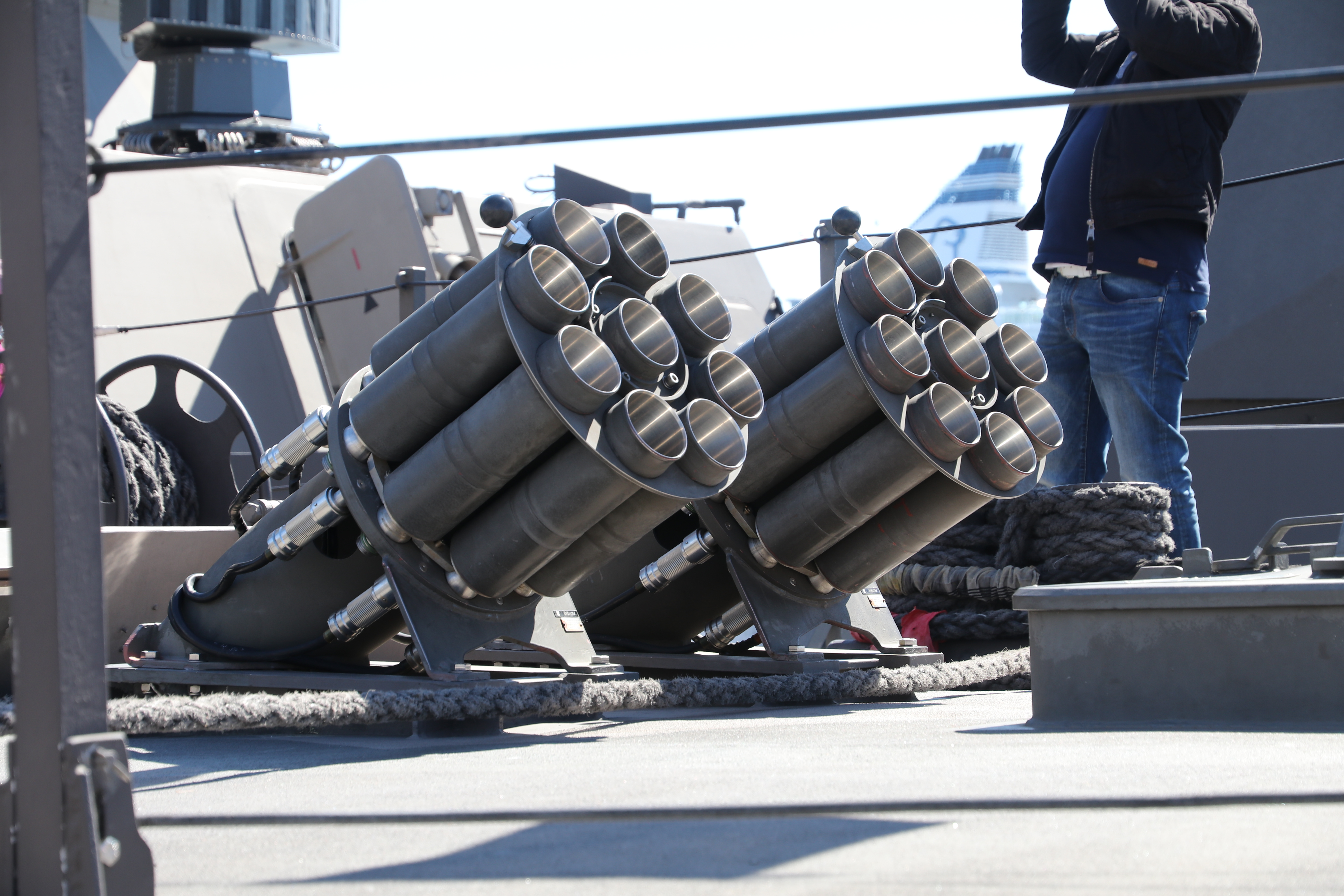
Wyrzutnie pocisków POP Saab Elma na pokładzie kutra „Rauma”

Główne uzbrojenie okrętów stanowią wyrzutnie przeciwokrętowych pocisków rakietowych RBS-15SF produkcji szwedzkiej, umieszczone na śródokręciu i w części rufowej (dwie podwójne i dwie pojedyncze). Pocisk rozwija prędkość 0,8 Ma, masa głowicy bojowej wynosi 200 kg, a maksymalny zasięg sięga 150 km. Na nadbudówce rufowej znajduje się uniwersalna podstawa, na której może być zainstalowana sześcioprowadnicowa wyrzutnia rakiet plot. Mistral (o zasięgu 5,5 km i masie głowicy bojowej 3 kg) lub, zamiennie, podwójne stanowisko działek plot. Sako kalibru 23 mm L/87 (licencyjna radziecka ZU-23-2). Na dziobie w wieży znajduje się pojedyncza armata przeciwlotnicza Bofors 600E kal. 40 mm L/70. Masa naboju wynosi 0,96 kg, donośność 12 200 metrów i szybkostrzelność teoretyczna 300 strz./min. Broń małokalibrową stanowią umieszczone na nadbudówce za masztem dwa pojedyncze stanowiska wkm kal. 12,7 mm.
Broń przeciwpodwodną stanowią cztery dziewięcioprowadnicowe dziobowe wyrzutnie pocisków POP Saab Elma LLS-920, z głowicą bojową o masie 4,2 kg i zasięgu 300 m. Na okrętach przewidziano też możliwość instalacji torów minowych, po demontażu wyrzutni rakiet RBS-15.
Wyposażenie radioelektroniczne obejmuje radar nawigacyjny Raytheon ARPA, radar wykrywania celów 9GA 208, radar kontroli ognia 9LV 225, system dowodzenia Celsiustech 9LV Mk 3, optoelektroniczny system kierowania ogniem 9LV 200 Mk 3, system walki radioelektronicznej 9EW 300 z odbiornikiem radioelektronicznym MEL Matilda-E, sonar Simrad Subdea Toadfish (opcjonalnie jest możliwość instalacji w miejscu rufowych wyrzutni pocisków RBS-15 holowanego sonaru Finnyards Sonac/PTA, z 78-metrową pasywną anteną składającą się z 24 hydrofonów), ostrzegacz o opromieniowaniu laserowym Daimler-Chrysler COLDS. Na pokładzie umieszczono też wyrzutnię flar Philips Philax, a po obu stronach wieży Boforsa zainstalowano dwie trójprowadnicowe wyrzutnie pocisków oświetlających kal. 103 mm.
Załoga pojedynczego okrętu składa się z 5 oficerów oraz 14 marynarzy.

## Służba
Okręty typu Rauma zostały wcielone do służby w Fińskiej Marynarce Wojennej w latach 1990–1992. Kutry otrzymały numery burtowe 70–73. Poza głównym zadaniem, jakim jest zwalczanie okrętów nawodnych, okręty mogą być wykorzystane do misji ZOP, a także w ograniczonym zakresie jako jednostki minowe.
W toku służby okrętów wyrzutnię flar Philax wymieniono na 32-prowadnicową wyrzutnię pocisków zakłóceń pasywnych Wallops Barricade, umieszczoną za wieżą działka Boforsa. W latach 2010–2014 okręty zostały poddane modernizacji, która objęła m.in. instalację nowszego wyposażenia radioelektronicznego, remont kadłubów, przebudowę nadbudówek i powiększenie zbiorników wody pitnej . Prace, których koszt wyniósł 70 mln euro, pozwolą na przedłużenie czasu służby kutrów co najmniej do 2020 roku . 
Okręty nadal służą w fińskiej flocie (stan na 2019 rok) .